# تامسنيت (الرتبة)
تامسنيت هي إحدى مشيخات المملكة المغربية، تتبع جغرافيا لإقليم تاونات وإداريًا لالرتبة. يقدر عدد سكانها بـ 5315 نسمة حسب الإحصاء الرسمي للسكان والسكنى لسنة 2004.